# Anežka Babenberská (1206–1226)
Anežka Babenberská (německy Agnes von Österreich, 1206–29. srpna 1226) byla saská vévodkyně z dynastie Babenberků.

## Život
Narodila se jako dcera rakouského vévody Leopolda VI. a Theodory Angelovny. Roku 1222 se ve Vídni provdala za saského vévodu Albrechta. Zemřela v srpnu 1226. Albrecht se poté okolo roku 1229 znovu oženil s Anežkou Durynskou, vdovou po Anežčině bratrovi Jindřichovi.